# Norops intermedius
Norops intermedius är en ödleart som beskrevs av  Peters 1863. Norops intermedius ingår i släktet Norops och familjen Polychrotidae. Inga underarter finns listade i Catalogue of Life.